# Gylfi
Gylfi (chiamato anche Gylfe, Gylvi, o Gylve) fu un leggendario re svedese, re di Svíþjóð, dal quale Odino e tutti gli Asi avrebbero ottenuto nuove terre dove costruire l'insediamento di Fornsigtuna.

## Miti principali

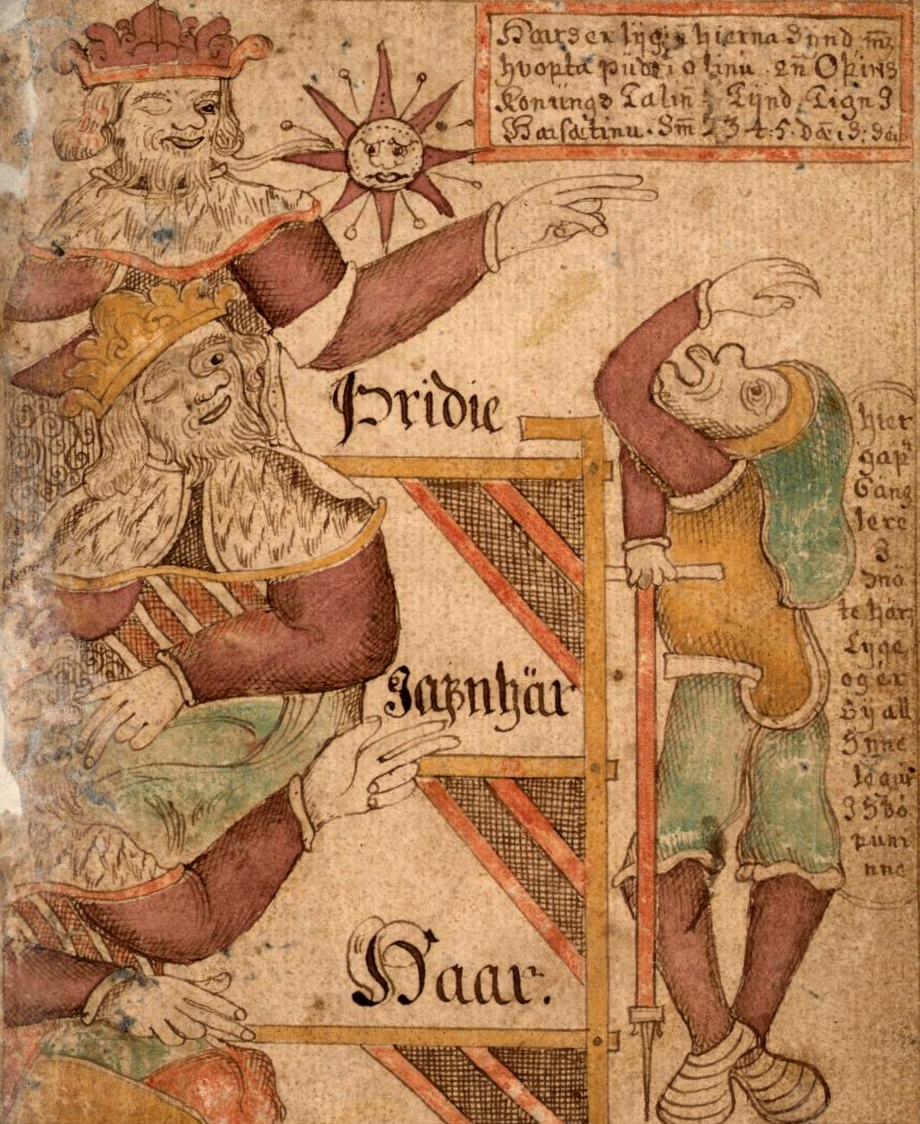
Gylfi mentre parla con i tre presunti re degli Asi.

Tale figura viene descritta nella Saga degli Ynglingar, parte dell'Heimskringla, composta da Snorri Sturluson, ed è il protagonista nel Gylfaginning (letteralmente "inganno di Gylfi"). In esso si racconta che diede a una mendicante, in ricompensa per averlo intrattenuto, una terra nel suo regno quanta ne potessero arare quattro buoi in un giorno e una notte.
Ma quel mendicante era la dea Gefjun, che gli strappa parte del regno che diviene l'isola di Sjóland (Selandia).
Secondo l'interpretazione evemerista che fornisce Snorri, Gefjun era stata mandata a nord da Óðinn allo scopo di cercare delle terre per allargare il proprio regno. In questo testo, Óðinn è un re umano, per quanto dotato di poteri soprannaturali, che regna sul Danmǫrk (presso Mälaren).
Il mito della nascita della Selandia a opera dell'inganno ordito dalla dea Gefjun, non è un'invenzione di Snorri, che trae piuttosto ispirazione da un poema scaldico di Bragi Boddason:
glǫð diúprǫðul óðla,

svá at af rennirauknum

rauk, Danmarkar auka.

Báru ǫxn ok átta

ennitungl þars gengu

fyrir vineyiar víðri

valrauf, fiǫgur hǫfuð»
lieta un sole profondo,

che per affanno di soma

crescesse la Danimarca.

In fronte avevano i buoi

otto lune quando fecero

di bell'isola ampio bottino:

quattro eran le teste»
(Bragi Boddason: Ragnarsdrápa  [79-86])
Un altro importante mito è nella prima parte della Edda in prosa. Si racconta come Glyfi si mette in viaggio verso l'Ásgarðr per interrogare gli dèi, travestito da mendicante e sotto il falso nome di Gangleri ("stanco del cammino"). Discorrendo con tre presunti sovrani degli Asi (tutte e tre le persone sono Odino), gli viene esposta l'intera sapienza nordica e torna a riferire agli uomini quanto ha imparato.

## Altri miti
In una versione della Saga di Hervör, re Gylfi diede in sposa sua figlia Heiðr a Sigrlami, re di Garðaríki (Russia). Heiðr e Sigrlami ebbero in figlio Svafrlami, che obbligò i due nani Dvalinn e Durinn a forgiare la spada magica Tyrfing.

### Fonti primarie
- Edda in prosa (Prologo [4], L'inganno di Gylfi [1-2][passi], Discorso sull'arte poetica [64, 81])
- Ynglinga saga ("Saga degli Ynglingar")  [5]
- Ragnarsdrápa ("Inno a Ragnar") [79-86]
- Hervarar saga ("Saga di Hervör") [redazioni H e U]